# Bácsborsód
Bácsborsód je obec v Maďarsku v župě Bács-Kiskun v okrese Bácsalmás.

## Poloha
Bácsborsód leží na jihu Maďarska u potoka Bácsbokodi-Kígyós csatorna. Bácsalmás je vzdálen 17 km, Baja 21 km.